# Frédéric-Auguste Quesnel

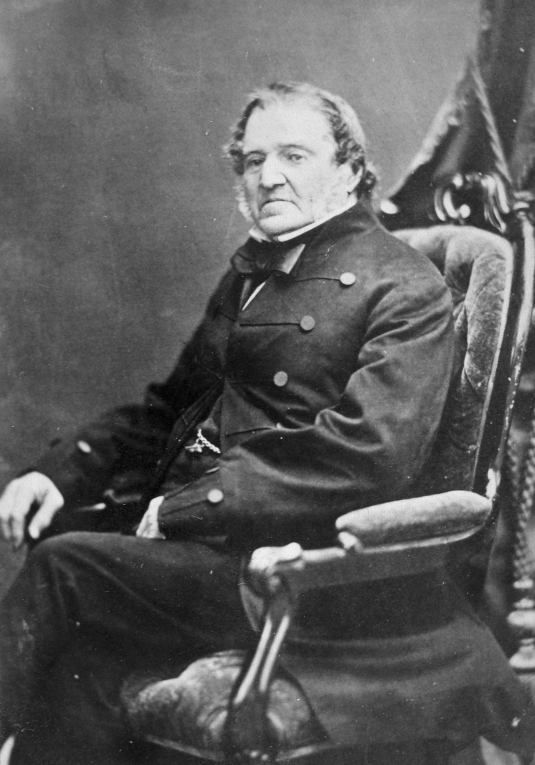
Frédéric-Auguste Quesnel

Frédéric-Auguste Quesnel [keˈnɛl] (* 7. Februar 1785 in Montreal; † 28. Juli 1866 ebenda) war ein kanadischer Politiker, Jurist und Geschäftsmann.

## Leben und Wirken
Der Sohn des Komponisten Joseph Quesnel absolvierte von 1796 bis 1803 das Collège de Montréal und danach eine juristische Ausbildung bei Stephen Sewell. Um 1820 eröffnete er eine Anwaltskanzlei in der Rue Notre-Dame in Montreal. Daneben beteiligte er sich als Geschäftsmann am Pelzhandel seines Bruders Jules Maurice und am Immobilienhandel.
Am Britisch-Amerikanischen Krieg 1812 nahm er als Hauptmann der Chasseurs canadiennes teil, 1830 wurde er Major im 4. Battalion of Montreal. Von 1820 bis 1834 war er, zunächst mit Denis Benjamin, später mit Louis-Michel Viger Vertreter des Kent County bei der gesetzgebenden Versammlung von Niederkanada. Von 1829 bis 1830 gehörte er dem Komitee zur Erneuerung des Justizsystems an.
Nach seiner Ablehnung von Louis-Joseph Papineaus Reformprojekt der Ninety-Two Resolutions schied Quesnel aus der gesetzgebenden Versammlung aus, wurde aber 1837 in das Executive Council berufen. 1841 wurde er Vertreter von Montmorency in der Legislative Assembly of the Province of Canada, wo er 1844 von Joseph-Édouard Cauchon abgelöst wurde. Er wurde dann Mitglied der  Royal Institution for the Advancement of Learning und war von 1848 bis zu seinem Tode Mitglied des Legislative Council. Um 1848 wurde Quesnel Direktor der Banque du Peuple, als deren Präsident er von 1959 bis 1865 wirkte. 1860 wurde er zum Präsidenten der Société Saint-Jean-Baptiste de Montréal gewählt.
Quesnel war der Adoptivvater von Charles-Joseph Coursol.